# Dorfkirche Gottesgrün

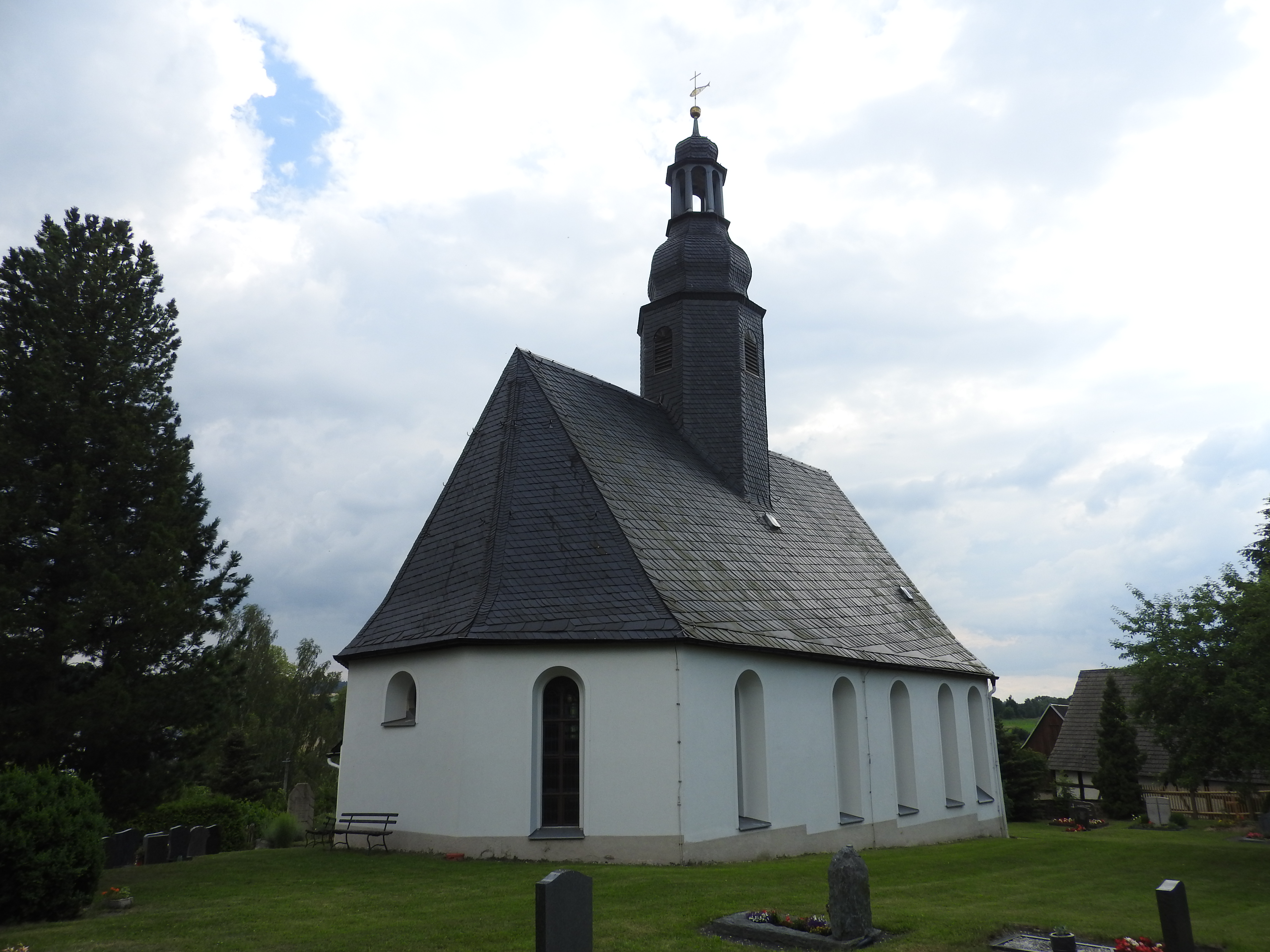
Dorfkirche Gottesgrün

Die evangelische Dorfkirche Gottesgrün steht im Ortsteil Gottesgrün der Gemeinde Mohlsdorf-Teichwolframsdorf im Landkreis Greiz in Thüringen auf einer Anhöhe und ist vom Friedhof umgeben.

## Geschichte
In der Mitte des Straßendorfes befindet sich die kleine Dorfkirche, die 1657 wahrscheinlich auf den Grundmauer der Vorgängerkirche errichtet worden ist.
Der Dachreiter auf einem sehr steilen Dach ist weithin sichtbar. Der Innenraum besitzt bemalte und schlichte Holzbänke und eine bemalte Empore. Der Altar sowie das Kruzifix stammen aus dem 17. Jahrhundert. Das Altarbild ist ein Holzrelief mit der Darstellung des Abendmahls. Es soll aus dem 15. Jahrhundert stammen. Taufstein und Kanzel stammen aus dem 16. Jahrhundert und sind aus der Vorgängerkirche übernommen.

## Orgel
Die Orgel der Firma Johann Gotthilf Bärmig aus dem Jahr 1854 hat 10 Register auf zwei Manualen und Pedal. Restauriert wurde sie 1998 und 2020 von dem Unternehmen Vogtländischer Orgelbau Thomas Wolf.
Disposition
- I. Manual C–f³: 1. Doppelflöte 8', 2. Gambe 8', 3. Prinzipal 4', 4. Flauto 4', 5. Gedackt 4', 6. Octavine 2', 7. Mixtur/Cornett 3fach 1 1/3'
- II. Manual: 8. Melodicon 8' (Harmoniumzungen) – in Arbeit
- Pedal: C–c¹: 9. Subbaß 16', 10. Prinzipalbaß 8'

## Geläut
Am 24. Juni 1849 war die Glockenweihe: Die drei Glocken wogen jeweils 350 Pfund, 127 Pfund und 98 Pfund. 1889 bekam die kleine Glocke einen Riss und konnte nicht mehr geläutet werden. Beim Kirchenneubau in Herrmannsgrün wurden neue Glocken aufgezogen, Gottesgrün erwarb deren alte Glocken.
Am 1. September 1889 gab es die zweite Glockenweihe, und die von Herrmannsgrün erworbenen Glocken wurden das erste Mal geläutet. Die Glocken wogen 6 Zentner und 32 Pfd. (316 kg); 3 Zentner und 15 Pfd. (157,5 kg) und 1 Zentner und 70 Pfd. (85 kg). Im Ersten Weltkrieg mussten die Glocken für Rüstungszwecke abgegeben werden.
1921 erfolgte die dritte Glockenweihe: Die neuen Glocken aus Stahl wurden aufgezogen und geweiht.